# Văn hóa Andorra
Andorra về cơ bản là một quốc gia nói tiếng Catalan. Đất nước đã có những đóng góp đáng kể vào di sản văn hóa Catalan.

## Ngôn ngữ và văn học
Ngôn ngữ chính thức của Andorra là tiếng Catalan. Vì vậy, nó mang văn hóa Catalan, với những đặc thù riêng.
Hai nhà văn nổi tiếng ở Catalonia là Michele Gazier và Ramon Villero, đều đến từ Andorra. Ngoài ra, Ricard Fiter, một nhà văn nổi tiếng, không chỉ đến từ Andorra, mà còn giữ vai trò là ombudsman của Công quốc. Tuy nhiên, truyền thống viết lách ở Andorra đã có từ xa hơn thế kỷ 20; Antoni Fiter i Rossell, từ giáo xứ Ordino, đã viết một cuốn sách lịch sử về vùng đất của mình có tên là Digest manual de las valls neutras de Andorra vào năm 1748, mô tả bối cảnh lịch sử và luật pháp thời phong kiến của Andorra.

## Âm nhạc
Với sự yêu thích của người Catalonia đối với nền âm nhạc, có thể không ngạc nhiên khi biết rằng Andorra có Dàn nhạc thính phòng do nghệ sĩ vĩ cầm Gérard Claret chỉ đạo; và nơi đây cũng tổ chức một cuộc thi hát quốc tế do ca sĩ Tây Ban Nha Montserrat Caballé hỗ trợ. Năm 2004, Andorra lần đầu tiên tham gia Eurovision Song Contest. Điều này đã thu hút sự chú ý của giới truyền thông từ Catalonia, vì đây là bài hát  đầu tiên được hát bằng tiếng Catalan. Bài hát bị loại ở vòng bán kết, các bài dự thi năm 2005 và 2006 cũng chịu chung số phận. Năm 2009, họ cũng bị loại ở bán kết.

## Điệu múa
Các điệu múa điển hình, chẳng hạn như marratxa và contrapàs, đặc biệt phổ biến trong các bữa tiệc. Trong số những lễ hội nổi tiếng có lễ tôn vinh Tháng Jordi, nơi mà sách và hoa hồng được dùng để làm quà tặng; lễ Nhân dân, kỷ niệm Thánh John và ngày hạ chí, và lễ Thánh Stephen (Sant Esteve), vị thánh bảo trợ của Andorra la Vella. Người Andorra có xu hướng tổ chức lễ của họ một cách vui vẻ và náo nhiệt.

## Phương tiện truyền thông
Hiến pháp của Andorra quy định hoàn toàn tự do quyền truyền thông. Có hai tờ báo hàng ngày được xuất bản tại công quốc, Diari d'Andorra và El Periòdic d'Andorra. Các chương trình truyền hình được phát sóng bởi Ràdio i Televisió d'Andorra. Ngoài Đài phát thanh công cộng nacional d'Andorra, còn có đài phát thanh thương mại được gọi là Radio Valira.